# Adenanthos
Genre
Classification APG III (2009)
Adenanthos est un genre d'arbustes et de petits arbres dans la famille des Protéacées. Il en existe 33 espèces dans le genre, dont 31 qui sont endémiques au sud-ouest de l'Australie-Occidentale.
Selon les espèces, Adenanthos se présente en forme d'arbustes rampants ou d'arbustes érigés pouvant atteindre trois mètres de haut. Ils sont à feuillage persistant, avec de petites feuilles souvent velues. Les feuilles ont des glandes à nectar, généralement à la pointe de la feuille, mais chez certaines espèces sur toute la surface. Celles-ci attirent les fourmis, qui jouent un rôle dans la distribution des graines d’Adenanthos. Exceptionnellement, pour les membres de la famille des Proteaceae, Adenanthos n'a pas de grandes fleurs voyantes, les fleurs sont petites, ternes et souvent cachées dans le feuillage.

Les espèces d’Adenanthos sont très répandues dans le sud-ouest de l'Australie-Occidentale, près de la côte à partir de Geraldton jusqu'à Esperance et au nord Kalgoorlie. Les deux espèces qui poussent en dehors de cette région sont Adenanthos terminalis qui pousse le long de la côte sud jusqu'en Australie-Méridionale et dans l'ouest du Victoria et Adenanthos macropodianus qui est endémique à Kangaroo Island.

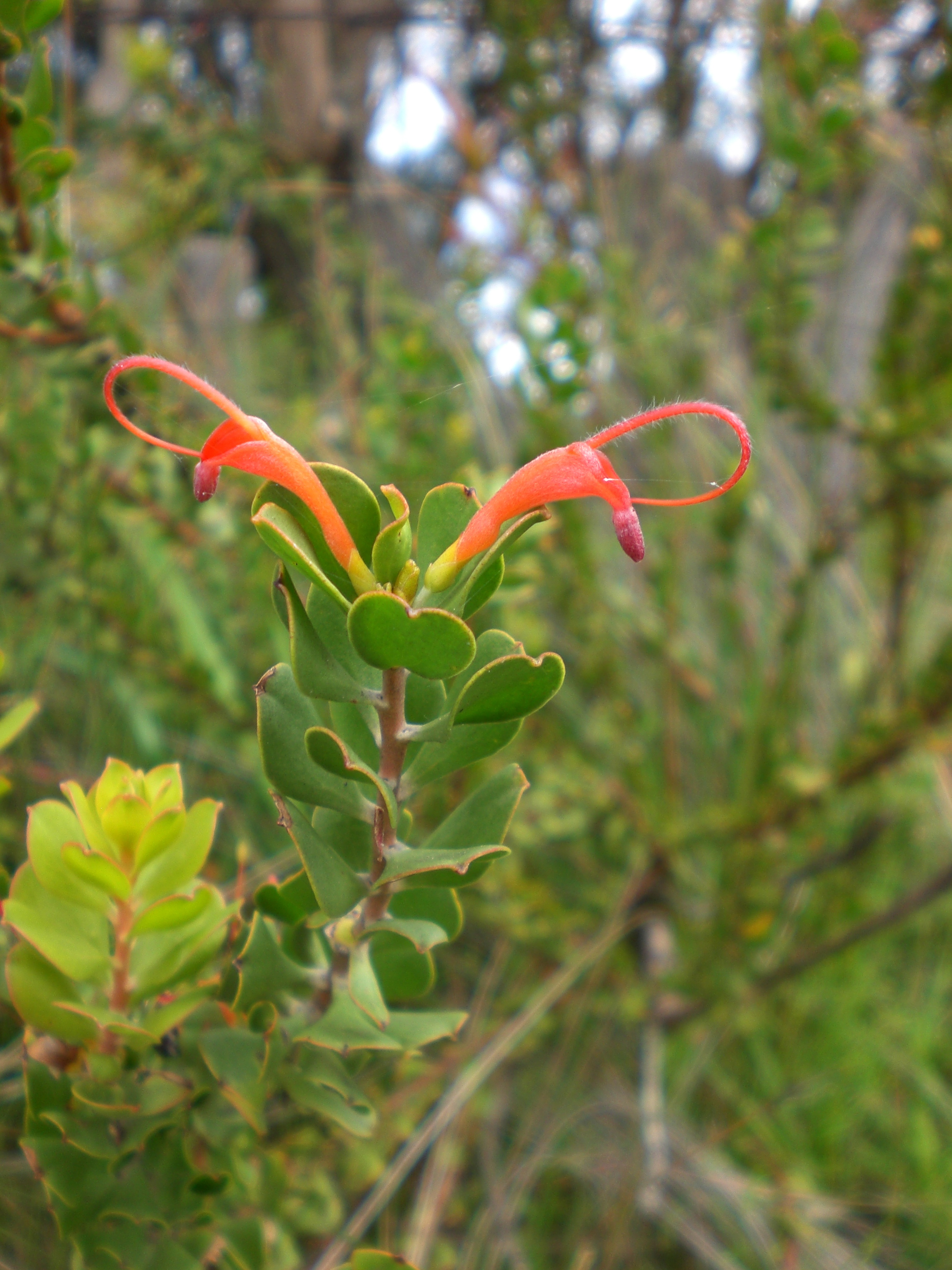
Adenanthos obovatus en Australie-Occidentale.

## Listes des espèces
- Adenanthos acanthophyllus
- Adenanthos apiculatus
- Adenanthos argyreus
- Adenanthos barbiger
- Adenanthos cacomorphus
- Adenanthos cuneatus
- Adenanthos cygnorum
- Adenanthos detmoldii
- Adenanthos dobagii
- Adenanthos dobsonii
- Adenanthos drummondii
- Adenanthos ellipticus
- Adenanthos eyrei
- Adenanthos filifolius
- Adenanthos flavidiflorus
- Adenanthos forrestii
- Adenanthos glabrescens
- Adenanthos gracilipes
- Adenanthos ileticos
- Adenanthos labillardierei
- Adenanthos linearis
- Adenanthos macropodianus
- Adenanthos meisneri
- Adenanthos obovatus
- Adenanthos oreophilus
- Adenanthos pungens
- Adenanthos sericeus
- Adenanthos stictus
- Adenanthos terminalis
- Adenanthos velutinus
- Adenanthos venosus

Espèces hybrides naturelles :
- Adenanthos ×cunninghamii
- Adenanthos ×pamela